# Гилермо Кабрера Инфанте
Гилермо Кабрера Инфанте (на испански: Guillermo Cabrera Infante) е литературен и филмов критик преводач, сценарист и писател на произведения в жанра социална драма, есета и мемоари. Ползвал е и псевдонимите Г. Каин (G. Caín) и Гилермо Каин (Guillermo Cain).

## Биография и творчество
Гилермо Кабрера Инфанте е роден на 22 април 1929 г. в Гибара (сета в провинция Олгин), Куба. Родителите му са сред основателите на Кубинската комунистическа партия, заради което са арестувани и имуществото им е конфискувано. През 1941 г. се премества с родителите си в Хавана. Първоначално възнамерява да стане лекар, но се насочва към писането и страстта си към киното. От 1950 г. следва журналистика в университета на Хавана. По време на режима на Фулхенсио Батиста е арестуван и глобен през 1952 г. за публикуване на разказ, който включва няколко ругатни на английски език. Противопоставянето му на режима по-късно му струва кратък затвор.
Жени се за първи път през 1953 г. В периода 1954 – 1960 г. първоначално работи като коректор във вестник, а после пише филмови рецензии за списание Carteles под псевдонима Г. Каин, като става негов главен редактор през 1957 г. След Кубинската революция, през 1959 г. е назначен за директор на Националния съвет по култура и същевременно за заместник-директор на комунистическия вестник „Революция“. Малко сред това става директор на културното седмично списание „Революционен понеделник“ (приложение на вестника) от основаването му до закриването му през 1961 г. от Фидел Кастро, когато редакторите му протестират срещу цензурата на документален филм, режисиран от брата на Кабрера Инфанте, Саба, който описва нощния живот на Хавана по време на пика на управлението на Батиста.
През 1961 г. се жени за актрисата Мириам Гомес. В периода 1962 – 1965 г. работи като културен аташе в Брюксел, Белгия. По това време се дистанцира от режима на Кастро; и след като се завръща в Куба за погребението на майка си през 1965 г., отива в изгнание, първо в Мадрид и Барселона, а след това от 1966 г. в Лондон. Критикува остро режима на Кастро, и особено след 2003 г. когато близо осемдесет журналисти, поети и други творци са хвърлени в затвора.
Първата му книга, сборникът с разкази „В мир като във война“, е публикуван през 1960 г. През 1964 г. печели наградата „Библиотека Бреве“ за най-добър непубликуван роман на испански език за „Изглед към изгрева в тропиците“, който е издаден през 1974 г. През 1966 г. е издаден първият му роман „Три тъжни тигъра“. Историята разказва за предреволюционния нощен живот на трима младежи в Хавана през 1958 г. Романът е експериментален и се характеризира с гениално използване на езика, въвеждане на кубински разговорни изрази и постоянни препратки към други литературни произведения. Екранизиран е в едноименния филм през 1968 г.
От 70-те години на ХХ век работи като сценарист за Холивуд. Под псевдонима Гилермо Каин е автор на сценария на култовия класически филм „Внезапно изчезване“ от 1971 г. През 1979 г. получава британско гражданство.
През 1997 г. получава престижната награда „Мигел де Сервантес“ за цялостно творчество, връчена му от испанския крал Хуан Карлос I. Удостоен е с титлата „доктор хонорис кауза“ от Университета на Флорида.
Гилермо Кабрера Инфанте умира от сепсис, след получена фрактура на бедрото, на 21 февруари 2005 г. в Лондон, Англия.

## Произведения

### Самостоятелни романи
- Tres tristes tigres (1967)[1][3]
Три тъжни тигъра, изд.: „Жанет 45“, Пловдив (2015), прев. Румен Стоянов
- Vista del amanecer en el trópico (1974)
- La Habana para un infante difunto (1979) – автобиографичен
Хавана за един покоен инфант, изд.: „Жанет 45“, Пловдив (2018), прев. Румен Стоянов

посмъртно
- La ninfa inconstante (2008)
Непостоянната нимфа, изд.: „Жанет 45“, Пловдив (2015), прев. Стоян Йорданов

### Сборници
- Así en la paz como en la guerra (1960) – разкази[1][3]
- O (1975) – разкази и есета
- Exorcismos de esti(l)o (1976)
- Delito por bailar el chachachá (1995) – разкази
- El Libro de las Ciudades (1999)
- Todo está hecho con espejos: Cuentos casi completos (1999) – разкази
- Infantería (2000)

### Документалистика
- Un oficio del siglo XX (1963) – кинокритика[1]
- Arcadia todas las noches (1978) – кинокритика
- Cine o sardina (1997) – кинокритика
- Puro humo (1985) – история на пурите[3]
- Mea Cuba (1991) – есета
- Vidas para leerlas (1998) – есета

посмъртно
- Cuerpos divinos (2010) – мемоари
- Mapa dibujado por un espía (2013) – мемоари

### Преводи
- „Дъблинчани“, от Джеймс Джойс, 1972 г.

### Екранизации
- 1968: Wonderwall – сценарий
- 1968: Tres tristes tigres
- 1971: Внезапно изчезване, Vanishing Point – сценарий (като Гилермо Каин), с Бари Нюман
- 1997: Момент на изчезване, Vanishing Point – сценарий, с Виго Мортенсен
- 1998: Sharon Stone – Una mujer de 100 caras – тв филм
- 2005: Изгубеният град, The Lost City – с Анди Гарсия, Дъстин Хофман и Бил Мъри
- 2009: El aullido